# Kamila Valieva
Kamila Valerievna Valieva (ou Valiyeva; em russo:  Камила Валерьевна Валиева; Cazã, 26 de abril de 2006) é uma patinadora artística russa. Ela é a vice-campeã nacional de 2021, campeã do GP Skate Canada 2021, campeã da Final do Grand Prix Júnior de 2019, campeã nacional júnior, vice-campeã nacional e campeã mundial júnior de 2019. Ela é atualmente a detentora da maior pontuação registrada na categoria individual feminina, recorde conquistado no Finlandia Trophy de 2021 e depois superado por ela mesma no Skate Canada International de 2021 e na Rostelecom Cup de 2021.
Valieva é a primeira patinadora individual na história da patinação artística a marcar mais de 90 pontos no programa curto, mais de 185 pontos no programa livre e mais de 272 na pontuação total em competições amparadas  pela União Internacional de Patinação (ISU). Ela é a segunda patinadora artística da história (depois de Alexandra Trusova), a aterrissar um quádruplo toeloop em competições amparadas pela União Internacional de Patinação e a segunda patinadora na história (depois de Sofia Akatyeva) e a primeira na categoria sênior a aterrisar um eixo triplo e três saltos quádruplos em um programa.
Tornou-se a primeira patinadora na categoria individual feminina a acertar dois saltos quádruplos em uma Olimpíada, um quádruplo salchow e um quádruplo toe, ambos realizados durante a competição de equipes nos Jogos de 2022.
Em 11 de fevereiro de 2022, ficou conhecido que o teste realizado por Valieva durante o Campeonato Russo de 2022 teve resultado positivo para a substância proibida trimetazidina. Devido à isso, a cerimônia de premiação para os vencedores do torneio por equipes foi adiada. Em 14 de fevereiro de 2022, o Tribunal Esportivo do CAS rejeitou os recursos do COI, WADA e ISU e permitiu que Valieva se apresentasse nas Olimpíadas de 2022. Em 29 de janeiro de 2024, o CAS aprovou a desqualificação de Valieva por 4 anos (de 25 de dezembro de 2021 a 25 de dezembro de 2025) por doping, com todos os resultados competitivos sendo cancelados assim como quaisquer títulos, medalhas, e prêmios em dinheiro.

## Resultados
GP: Grand Prix; JGP: Grand Prix Junior
| Internacionais          | Internacionais | Internacionais | Internacionais | Internacionais |
| Event                   | 18–19          | 19–20          | 20–21          | 21–22          |
| ----------------------- | -------------- | -------------- | -------------- | -------------- |
| Europeu                 |                |                |                | DSQ            |
| GP Rostelecom           |                |                |                | 1              |
| GP Skate Canada         |                |                |                | 1              |
| CS Finlandia Trophy     |                |                |                | 1              |
| Internacionais: Júnior  |                |                |                |                |
| Mundial Júnior          |                | 1              |                |                |
| JGP Final               |                | 1              |                |                |
| JGP França              |                | 1              |                |                |
| JGP Rússia              |                | 1              |                |                |
| Nacionais               |                |                |                |                |
| Campeonato Russo        |                |                | 2              | DSQ            |
| Campeonato Russo Júnior | D              | 1              |                |                |
| Copa da Rússia          |                |                | 1              |                |
| D = Desistência         |                |                |                |                |